# Baró de Warsage
José de l'Hotellerie de Fallois y Fernández de Heredia, Baró de Warsage, (Calataiud, 7 de juny de 1759 - Saragossa, 19 de febrer de 1809) fou un militar espanyol. De família noble originària del principat de Lieja, el seu pare va servir en les reials guàrdies valones, on ell també ingressaria sent molt jove.
En 1808 va ser sorprès per la invasió francesa, rebent l'encàrrec de Palafox de reclutar i organitzar una columna. La seva comesa fou la defensa de les valls dels rius Jalón i Jiloca, endemés dels polvorins de Villafeliche, on va rebutjar a les tropes franceses, després d'haver participat en els combats d'Épila.
Va posar en retirada als francesos després de combats a Tudela, fet que li va valer el seu ascens a comandant de la guàrdia valona i el seu nomenament com a Cap de l'Estat Major de l'Exèrcit d'Aragó.
Va romandre en Saragossa durant els setges, ciutat en què va morir finalment en febrer de 1809 intentant creuar el ponte de Piedra.
L'actual Baronessa de Warsage, María Elisa De L'Hotellerie de Fallois y Martínez,ha estat assistint a varis dels actes de commemoració del 200 aniversari dels Setges de Saragossa l'any 2008.